# Tora

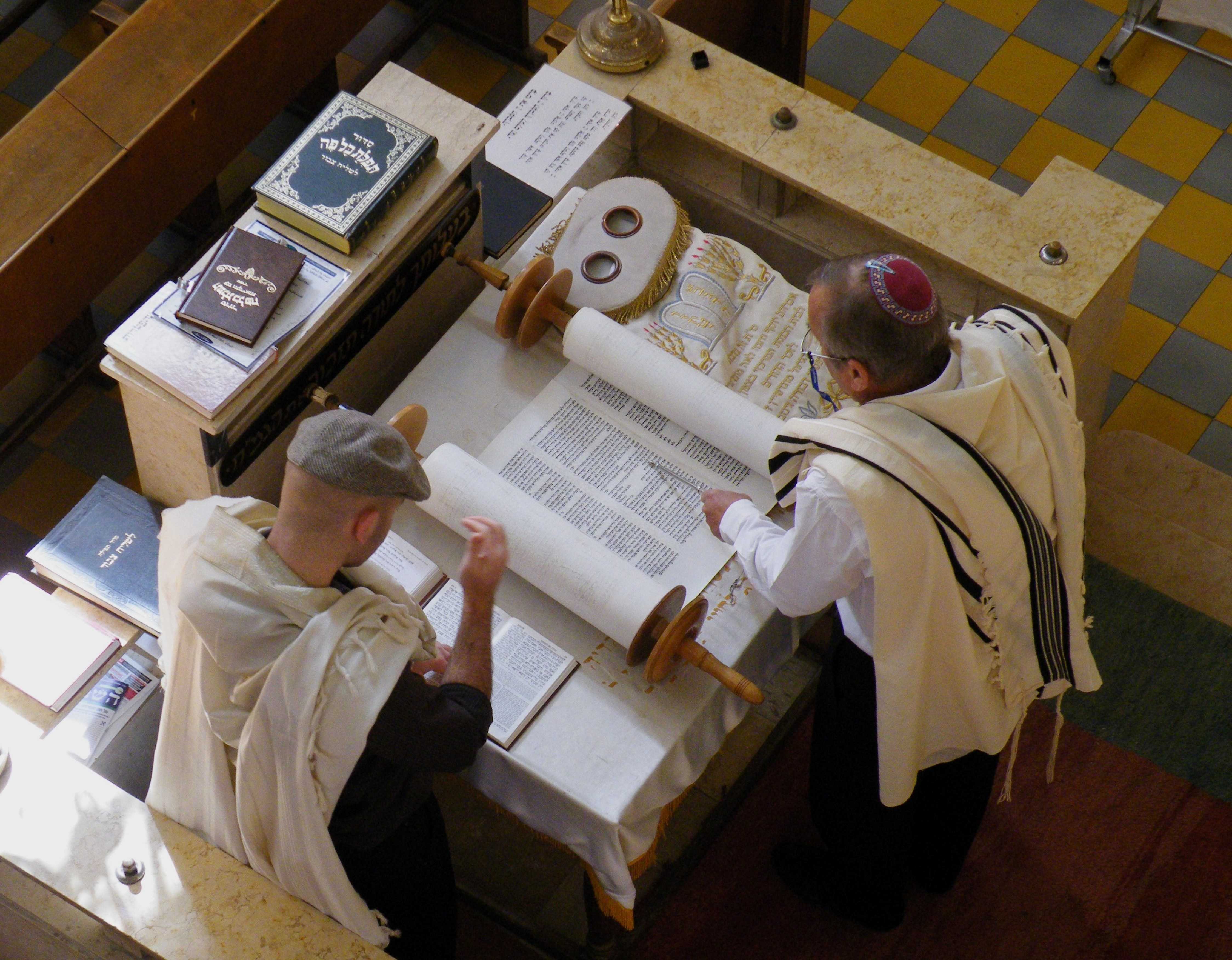
Toralesen

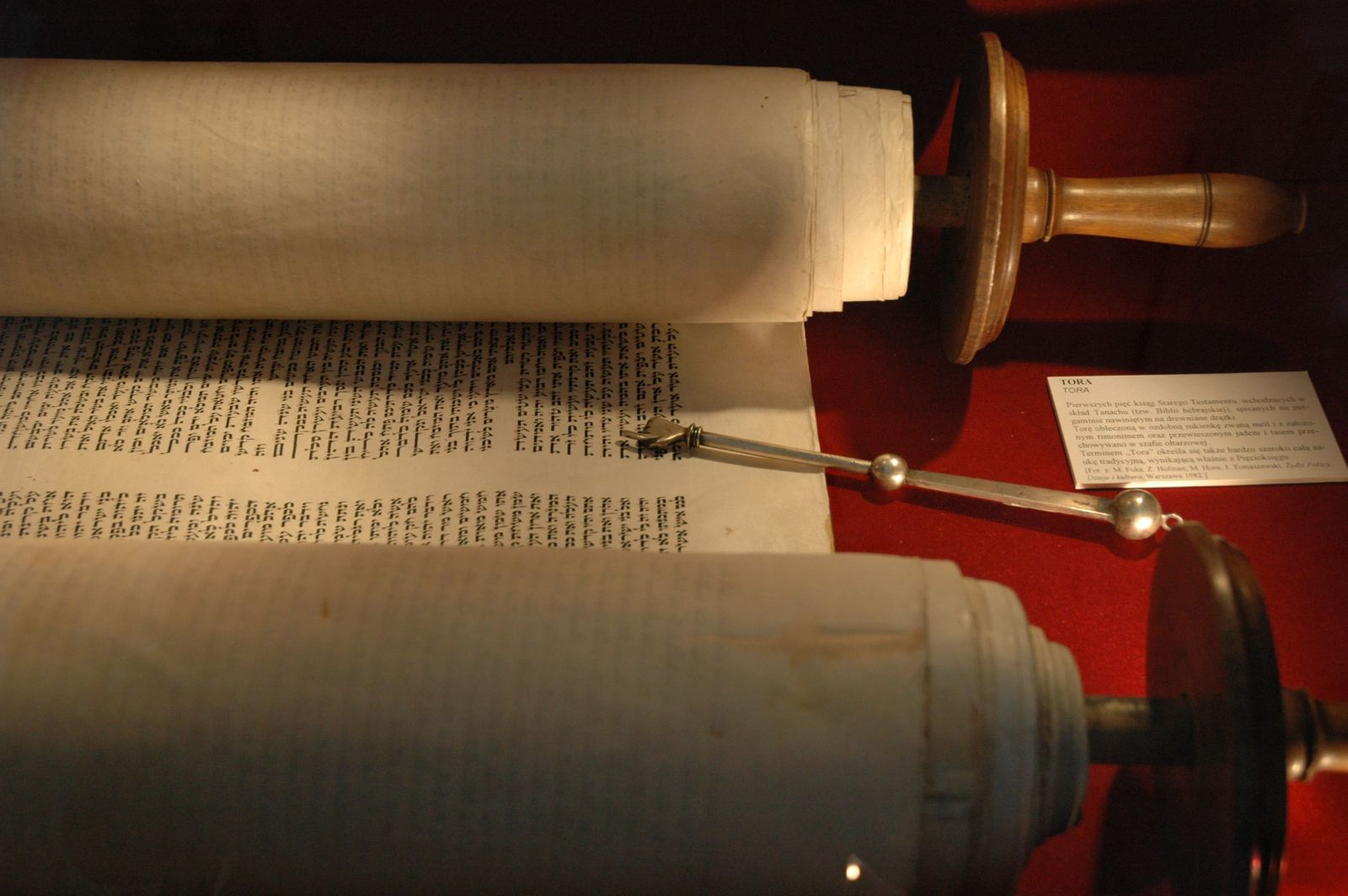
Torarolle mit Jad (Zeigestab)

Die Tora (auch Thora, Torah; IPA: [toˈʁaː], anhörenⓘ oder [ˈtoːʁa]; in der aschkenasischen Aussprache Tauro, Tauroh, auf Jiddisch Tojre) ist der erste Teil des Tanach, der hebräischen Bibel. Sie besteht aus fünf Büchern, weshalb sie im Judentum auch chamischa chumsche tora ‚Die fünf Fünftel der Tora‘ genannt wird. Die griechische Bezeichnung Πεντάτευχος Pentáteuchos, deutsch ‚Fünfbuch‘ ergab den in der Fachliteratur gängigen Begriff Pentateuch. In deutschen Bibelübersetzungen reformatorischer Tradition bezeichnet man diese Schriftengruppe als die fünf Bücher Mose.

## Begriffsbestimmung

### Bedeutungsspektrum von „Tora“
Tora ist ein Schlüsselbegriff der Hebräischen Bibel. Mit der jeweiligen Übersetzung ins Deutsche fallen auch Vorentscheidungen, wie die Tora vom Leserpublikum wahrgenommen werden soll. Das hebräische Wort תּוֹרָה tôrāh ist abgeleitet von der Verbalwurzel ירה j-r-h (Hifil) mit der Bedeutung „lehren, unterweisen“. Im Anschluss an Martin Bubers Verdeutschung verwenden zum Beispiel die Zürcher Bibel und die Einheitsübersetzung den Begriff Weisung. Dieser bringt sehr gut die weisheitliche Dimension von tôrāh zum Ausdruck. Die antike jüdische Übersetzung ins Griechische (Septuaginta) wählte νόμος nómos, „Gesetz“, und in dieser Tradition stehend ist „Gesetz“ auch der Begriff der Lutherbibel.
Jedoch wird der Begriff Tora in vielen Bedeutungen gebraucht. Die engste bezeichnet die fünf Bücher Mose. In einer weiteren Bedeutung bezeichnet „Tora“ pars pro toto den gesamten Tanach, also sowohl die Tora (Weisung) im engeren Sinne als auch die Nevi’im (Prophetenbücher) und die Ketuvim (Schriften).

### Die Torarolle

Rimonim aus Danzig, 18./19. Jahrhundert

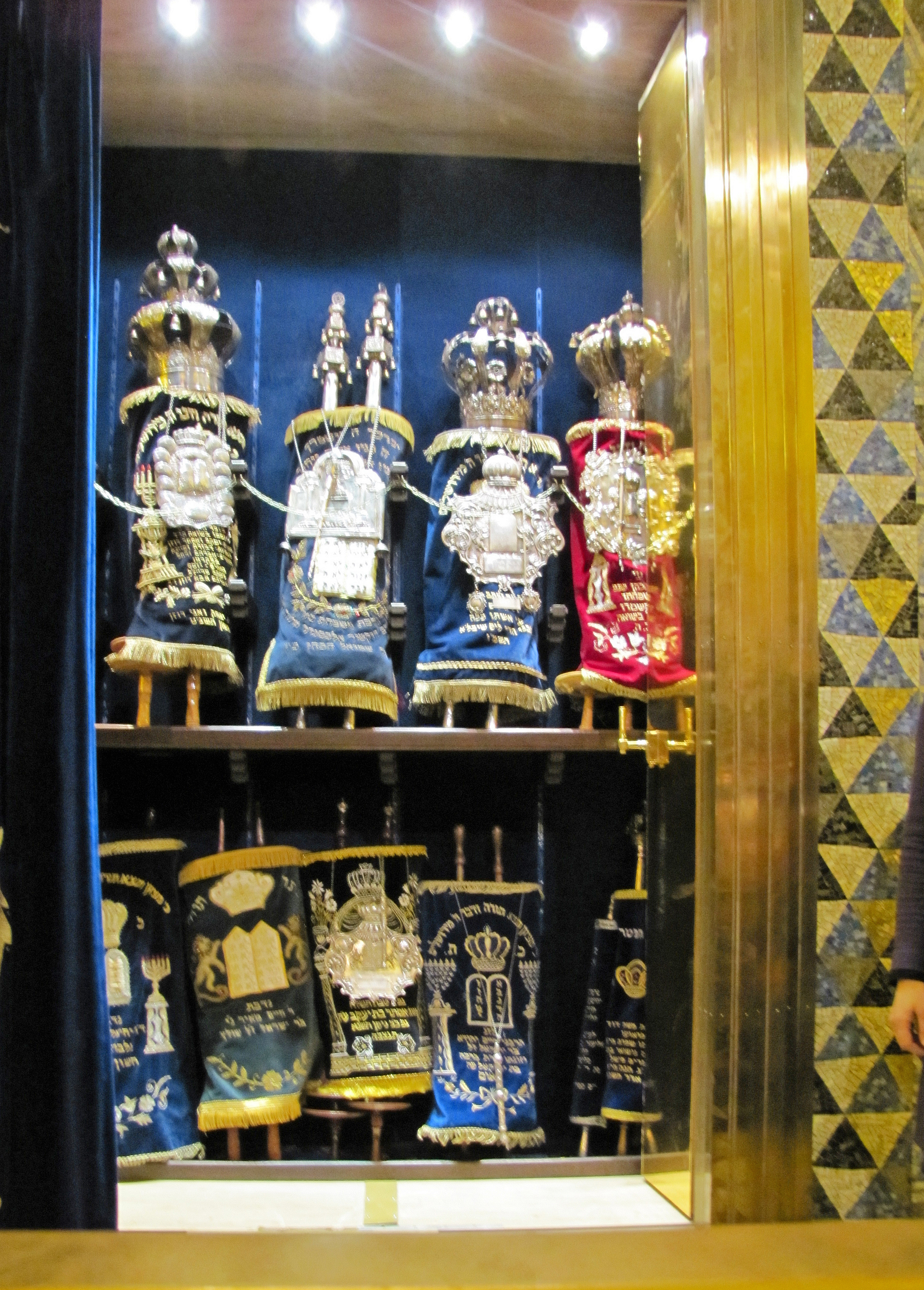
Toraschrein mit Torarollen

Mit dem Begriff Tora wird auch die Torarolle bezeichnet. Dies ist eine handgeschriebene Rolle aus Pergament mit dem unvokalisierten hebräischen Text der fünf Bücher Mose. Die öffentliche Toravorlesung erfolgt in Form einer Kantillation mit vorgeschriebenen Teamim (hebräisch טעמים). Alle Kapitel (פרשות Paraschot) werden über ein Jahr verteilt gelesen. Am jüdischen Feiertag Simchat Tora (hebräisch שִׂמְחַת תּוֹרָה Freude der Tora), zum Abschluss des Laubhüttenfestes, folgt auf die Lesung des letzten Abschnitts des fünften Buches Mose der Vortrag der Schöpfungsgeschichte aus dem ersten Buch Mose.
Eine Torarolle für den Gottesdienstgebrauch muss per Hand von einem Sofer, einem speziell dafür ausgebildeten Schreiber, geschrieben werden. Das Schreiben einer Torarolle benötigt etwa ein Jahr und ist deshalb entsprechend teuer. Die letzten Buchstaben dürfen von ausgesuchten Anwesenden geschrieben werden. Der jeweilige Buchstabe ist dabei mit einem feinen Bleistift in seinen Umrissen vorgezeichnet und wird dann mit Tinte mittels einer Gänsefeder ausgefüllt. Der Sofer kann dies auch stellvertretend für die jeweilige Person durchführen, die währenddessen symbolisch die Torarolle an ihrem Griff hält. Danach wird die Torarolle in einer Prozession an ihren neuen Ort gebracht.
Die Rabbiner entwickelten seit der Antike ein Regelwerk für das Schreiben einer Torarolle, das sowohl eine ideologische als auch eine ästhetische Dimension hatte. Die wirkungsvollste Vorschrift war die, den kompletten Pentateuch auf eine Rolle zu schreiben. Das ließ sich nur mit einer relativ großen, schweren Rolle realisieren, und eine solche Buchrolle war kaum geeignet zum normalen Lesen außerhalb des Gottesdienstes. So wurde aus einer in der Antike üblichen Buchform ein heiliges Objekt.
Die Torarolle steht geschmückt im Toraschrein (אָרוֹן הָקׄדֶש Ārōn hā-Qodæš). Dazu gehören רִמּוֹנִיִם Rimonim, äußere bekrönende Aufsätze der beiden hölzernen Rollstäbe. Neben dem Tora-Schild gehören Torawimpel, Toramantel und Torazeiger zu den Schmuckstücken der Tora. Zur Lesung werden die Schmuckstücke abgenommen. Die Toravorlesungen (עליה לתורה Alijah laTorah) in der Synagoge erfolgen an Montagen, Donnerstagen, Schabbatot und Feiertagen. Vorgeschrieben ist dabei die Anwesenheit eines Minjans, von mindestens zehn im religiösen Sinne mündigen Juden.
Obwohl mittelalterliche Werke wie etwa Maimonides’ Mischne Tora (mit dem Kapitel Hilchot Sefer Tora) den Eindruck erwecken, dass der Text der Tora genau fixiert war, hat die Forschung gezeigt, dass es vier Texttraditionen gab: die aschkenasische, die sefardische, die nahöstliche und die jemenitische. Es gab Unterschiede des Schreibmaterials (Feder oder Schreibrohr) und teilweise als Folge davon unterschiedliche Buchstabenformen. Anscheinend befolgten die Schreibergilden damals ihre eigenen Traditionen, die sich zum Teil von den Regelungen, die Rabbiner festsetzten, unterschieden. Die Schriften, die ein moderner Sofer STaM verwendet, gehen bis ins 16. Jahrhundert zurück. „STaM“ ist ein Akronym und setzt sich aus den Anfangsbuchstaben der Begriffe „Sefer Tora“, „Tefillin“ und „Mesusa“ zusammen, die der Sofer herstellt.
Bei guter Aufbewahrung kann eine Torarolle mehrere hundert Jahre rituell brauchbar bleiben. Die älteste existierende, komplett erhaltene Torarolle wurde zwischen 1155 und 1255 geschrieben, vermutlich im Vorderen Orient. Sie war dann im Gebrauch der jüdischen Gemeinde in Bologna und wird heute in der dortigen Universitätsbibliothek verwahrt. Torarollen, die mechanisch, durch Abnutzung oder hohes Alter (Materialermüdung) beschädigt und somit unbrauchbar geworden sind, werden aus Respekt nicht einfach weggeworfen oder verbrannt, sondern in einer Geniza aufbewahrt oder auf einem jüdischen Friedhof begraben.

### Die mündliche Tora
Die „mündliche Tora“ ist ein Grundkonzept des rabbinischen Judentums: Gottes Offenbarung am Sinai umfasste nicht nur die schriftliche Tora, sondern auch deren mündlich überlieferte Auslegung, die die schriftliche Tora jeweils aktualisiert und damit auf verschiedene Lebenssituationen anwendbar machte. Neben dieser Vorstellung zweier gleich ursprünglicher Torot gibt es das andere Konzept, wonach die Halacha durch Methoden der Bibelauslegung aus der schriftlichen Tora abgeleitet wurde. Aus heutiger Sicht lassen sich drei verschiedene Arten von Halacha unterscheiden:
- Gebote, die aus der jüdischen Bibel (Tanach) abgeleitet sind;
- Gebote, die unabhängig von der Bibel bestehen;
- Gebote, die unabhängig von der Bibel sind, aber nachträglich eine biblische Begründung erhielten.

Das Phänomen, dass einige Bereiche der Halacha eine schmale Basis in der schriftlichen Tora haben, war für die Rabbinen offensichtlich: „Die Lösung der Gelübde (Num 30,3–16 ) schwebt in der Luft und hat nichts, worauf sie sich stützen kann. Die Satzungen über den Sabbat, die Festopfer und über die Veruntreuungen (Lev 5,14–16 ), siehe, die sind wie Berge, die an einem Haar hängen, denn sie bestehen aus wenigen Schriftworten und zahlreichen Bestimmungen. Die Rechtspflege und die Opfergesetze, die Vorschriften über Reinheit und Unreinheit und über Blutschande haben (etwas), worauf sie sich stützen können. Diese sind die Hauptstücke der Tora.“
Um das Jahr 200 n. Chr. wurde das ganze bis dahin entwickelte Religionsgesetz in ein System von sechs Ordnungen gebracht und in einer Rabbi Jehuda ha-Nasi zugeschriebenen Sammlung schriftlich fixiert. Man sieht hier das unterschiedliche Verhältnis der halachischen Stoffe zur schriftlichen Tora; Beispiele:
- Die 5. Ordnung der Mischna (Kodaschim, „Heiliges“) ist weithin ein Kommentar zu den kultischen Vorschriften der Tora, aber mit Ausnahme der Traktate Tamid und Middot, die Beschreibungen von Ritualen und baulichen Details des Herodianischen Tempels enthalten.
- Die 6. Ordnung der Mischna (Toharot, „Reinheiten“) entwickelt Regeln für den Umgang mit kultischer Unreinheit, die von anderen Prämissen ausgehen als die schriftliche Tora, zum Beispiel dass die Reinheitsvorschriften nicht nur im Kontext des Tempelbesuchs, sondern auch im normalen Alltag gelten.

Diese erste schriftliche Fixierung der mündlichen Tora, die Mischna, wurde zum Standardkanon. Mit dem Namen Jehuda ha-Nasi ist im Geschichtsbild der rabbinischen Literatur der Abschluss einer Epoche verbunden; trotzdem wurde die Mischna in ihrem Bestand auch nach dem Tod Jehuda ha-Nasis ergänzt.
Die Mischna wird ausführlich in den Talmuden diskutiert und erklärt. Talmud ist die Bezeichnung für das gesamte Werk, das aus Mischna und deren Diskussion (Gemara) besteht; es gibt einen Babylonischen Talmud und einen Jerusalemer Talmud. Die Gemara wurde bis zum 6. Jahrhundert schriftlich fixiert. Im Talmud finden sich Überlegungen zur Zahl der Mitzwot, die im Gegensatz zu konkreten religionsgesetzlichen Entscheiden, den Halachot, als ewig gelten. Die klassische Formulierung, wonach es 613 Ge- und Verbote gebe (365 Verbote, nach den Tagen des Jahres, und 248 positive Gebote, nach der Zahl der „Knochen“ des menschlichen Körpers), steht im Babylonischen Talmud (Makkot 23b) und wird dort Rabbi Simlai (3. Jahrhundert) zugeschrieben. Aber noch wurde diese Zahl nicht durch eine entsprechende Liste von Mitzwot konkretisiert. Das unternahm erstmals das Kompendium Halachot Gedolot (9. Jahrhundert).

### Pentateuch und Chumasch
Pentateuch (Πεντάτευχος) ist die griechische Bezeichnung für die fünf Bücher Mose. Sie leitet sich her von altgriechisch πέντε pénte, deutsch ‚fünf‘, und altgriechisch τεῦχος teũchos, deutsch ‚Gefäß‘, also ‚Fünfgefäß‘. Der Begriff stammt von den Krügen, in denen Schriftrollen aufbewahrt wurden. Deren Umfang bestimmte auch seine Einteilung in fünf ‚Bücher‘ (βιβλία biblía). Der griechische Begriff wird auch im Lateinischen (Pentateuchus) übernommen und ist bis heute in der Wissenschaft gebräuchlich. Die hebräische Entsprechung für Pentateuch ist Chumasch, ebenfalls von ‚fünf‘ abgeleitet. Ein Chumasch enthält neben dem hebräischen Text eine Übersetzung in die Landessprache und meist einen erklärenden Kommentar.

### Die fünf Bücher Mose
In den von Luthers Bibelübersetzung geprägten christlichen Übersetzungen der Bibel in das Deutsche bildet der Pentateuch unter der Benennung die fünf Bücher Mose den ersten Teil des Alten Testaments. Der Begriff leitet sich von der traditionellen Vorstellung her, Mose sei der Verfasser der Tora. Im Katholizismus ist die Benennung unüblich, in katholischen Bibeln wird sie nicht verwandt.

## Bezeichnungen der einzelnen Bücher
Die Tora bzw. der Pentateuch ist im Hebräischen und im Griechischen in fünf Bücher eingeteilt. Diese Einteilung war eine praktische Konsequenz aus der begrenzten Größe der antiken Schriftrollen aus Papyrus oder Pergament. Aber darüber hinaus erfolgte die Verteilung des Stoffs auf fünf Büchern auch nach inhaltlichen Kriterien, wie man an der unterschiedlichen Textmenge sieht: Das Buch Genesis ist mehr als doppelt so lang wie Levitikus. Insofern haben die fünf Bücher ihr je eigenes Profil.
Diese werden im Hebräischen nach den ersten hebräischen Worten des jeweiligen Textes (Incipit), in der griechischen Septuaginta nach ihren zentralen Themen benannt; in der Lutherbibel und anderen evangelischen Bibelübersetzungen werden die Bücher nach dem traditionellen Verfasser als 1. bis 5. Buch Mose bezeichnet. In der Fachliteratur sind die lateinischen Buchtitel üblich.
| Buch          | Abkürzung | Hebräisch         | Hebräischer Anfangssatz (kursiv: dem Anfangssatz entnommener Buchtitel) | Griechisch / Latein                           | Bedeutung (Griechisch)                |
| ------------- | --------- | ----------------- | ----------------------------------------------------------------------- | --------------------------------------------- | ------------------------------------- |
| Genesis       | Gen       | בְּרֵאשִׁית (bɘreʾšît) | Im Anfang schuf …                                                       | Γένεσις (Génesis) / Genesis                   | „Entstehung“                          |
| Exodus        | Ex        | שְׁמוֹת (šɘmôt)      | Dies sind die Namen der Israeliten in Ägypten …                         | Ἔξοδος (Éxodos) / Exodus                      | „Auszug“ (der Israeliten aus Ägypten) |
| Levitikus     | Lev       | וַיִּקְרָא (wajjīqrāʾ) | Und es rief JHWH den Mose …                                             | Λευιτιϰόν (Levitikón) / Leviticus             | „Levitisches“ (Buch)                  |
| Numeri        | Num       | בְּמִדְבַּר (bɘmidbar)  | Und es redete JHWH in der Wüste …                                       | Ἀριϑμοί (Arithmoí) / Numeri                   | „Zahlen“ (der Israeliten)             |
| Deuteronomium | Dtn       | דְּבָרִים (dɘḇārîm)   | Dies sind die Worte Moses zu den Israeliten…                            | Δευτερονόμιον (Deuteronómion) / Deuteronomium | „Wiederholung des Gesetzes“           |

## Inhalte der fünf Bücher

### Komposition des Pentateuch
Als literarisches Werk ist die Tora ein komplexes Gebilde: der Leser stößt hier auf die Spuren einer langen Entstehungsgeschichte. Trotzdem ist es möglich, den jetzt vorliegenden Endtext als planvolle Komposition zu lesen („close reading“).
Die Tora macht einen großen erzählerischen Bogen:
- Sie beginnt in der Genesis mit der Schöpfung und der Urzeit (1–11). Es folgen die Wanderungen der Erzeltern: Abraham und Sara, Isaak und Rebekka, Jakob mit Lea und Rahel. Die Josefsgeschichte (37–50) führt die Familie Jakobs nach Ägypten.
- Mit dem Beginn des Buchs Exodus ist die Familie Jakobs zum Volk der Israeliten geworden. In Ex 2 wird Mose geboren, der bis zu seinem Tod in Dtn 34 die Hauptperson des Pentateuch ist, der insofern auch als Biografie des Mose (mit Vorgeschichte) gelesen werden könnte.[19] Mose führt die Israeliten mit göttlicher Hilfe aus ägyptischer Sklaverei in die Freiheit (1–15); sie wandern durch die Wüste zum Berg Sinai. Hier erfolgen umfangreiche Offenbarungen der göttlichen Weisung, vor allem die Zehn Gebote (20, 2–17), aber auch das Bundesbuch sowie Anweisungen über den Bau eines transportablen Heiligtums (Mischkan) und die Einsetzung des Kultpersonals (Kohanim).
- Das Buch Levitikus ist geprägt von kultischen Stoffen: der Opfer-Tora (1–7), der Reinheits-Tora (11–15), dem Ritual des Versöhnungstags (Kap.16). Es folgt in 17–26 das Heiligkeitsgesetz; ein Kapitel über Gelübde und Zehnt schließt das Buch ab.
- Das Buch Numeri enthält kultische Materialien. In Kap 10 erfolgt der Aufbruch vom Sinai; die Erzählung der folgenden Wanderung durch die Wüste und der ersten kriegerischen Aktionen im Ostjordanland ist untermischt mit kultischen und juristischen Weisungen.
- Das Buch Deuteronomium enthält die Abschiedsreden des Mose. Um einen zentralen juristischen Teil (12–26) legt sich als Rahmen eine Art Predigt des Mose, in der dieser vor seinem Tod für die Befolgung der Gebote wirbt. Innerhalb dieser Mosepredigt werden die Zehn Gebote wiederholt und das Schma Jisrael mitgeteilt, zwei zentrale Texte, die dem Gesetzeskorpus vorgeschaltet sind.

### Erzählungen verknüpft mit Weisungen
Sehr charakteristisch für den Pentateuch ist, wie in die Erzählung von der Urzeit, den Wanderungen der Erzeltern und des Volkes Israel immer wieder religiös-rechtliche und kultische Weisungen eingefügt sind, die mit dem Fortgang der Handlung verbunden sind. Das fällt im Buch Numeri besonders auf, ist aber auch schon in der Genesis anzutreffen:
- Weisung für Noach: Verbot des Blutgenusses (Gen 9,4 ff.);
- Weisung für Abraham: Gebot der Knabenbeschneidung (Gen 17,10 ff.).

### Spuren in die folgenden historischen Bücher
Von der sogenannten „Landnahme der Israeliten“ (Albrecht Alt) berichtet die Tora nicht mehr; dieser Erzählbogen wird im Buch Josua weitergeführt. Das ist nur ein Motiv, mit dem der Pentateuch auf die nachfolgenden historischen Bücher vorausweist; es gibt weitere: Die Erzählung vom Goldenen Kalb (Ex 32–34) ist das Urbild der „Sünde Jerobeams“ (1 Kön 12), also des falschen JHWH-Kultes im Nordreich Israel, der das negative Urteil über alle Herrscher des Nordreichs in den Königebüchern begründet. Die Erzählung der Gottesoffenbarung, die Elija auf der Flucht am Berg Horeb zuteilwird (1 Kön 19), setzt beim Leser die Kenntnis der Sinaioffenbarung im Buch Exodus voraus.

## Abschluss des Pentateuch
Die Verschriftlichung der Tora erfolgte in einem langen Überlieferungsprozess, in dem unterschiedliche Quellen und verschiedene redaktionelle Bearbeitungen Eingang gefunden haben. Wann das genau geschah, ist umstritten, lediglich die Zeit, wann dieser Prozess spätestens endete, ist greifbar, siehe unten.
Die älteste erhaltene Pentateuchhandschrift gehört zu den Schriftrollen vom Toten Meer und wird bezeichnet als 4Q17 (=4QExod–Levf). Sie wird in die hellenistische Zeit datiert (Mitte 3. Jahrhundert v. Chr.). Diese Handschrift zeigt eine Tendenz zu Harmonisierungen, wie er für die prä-samaritanische Texttradition typisch ist: Widersprüche und Lücken im Text werden ausgeglichen, so dass ein möglichst gut verständlicher Text entsteht (siehe hierzu: Samaritanischer Pentateuch). Unter der Annahme, dass dies eine Bearbeitung eines vorausliegenden, schwierigeren Textes war (nämlich des proto-masoretischen Textes), liegt es nahe, dass der Text des Pentateuch schon einige Zeit im Umlauf war und mehrfach abgeschrieben wurde, so dass sich bei den Kopisten unterschiedliche „Trends“ herausbildeten. Das deutet auf die Formierung des Pentateuch spätestens Mitte des 4. Jahrhunderts hin.

## Übersetzung ins Griechische
Ein weiterer terminus ante quem für den Abschluss des Pentateuch ist die Übersetzung ins Griechische. Als erstes Buch wurde die Genesis übersetzt, und zwar im 3. Jahrhundert v. Chr., wahrscheinlich in Alexandria. Der Vergleich mit dem Masoretischen Text zeigt ein komplexes Bild: Mal scheint der Übersetzer mit dem Stoff gut vertraut (etwa bei der Josefsgeschichte, die offenbar beliebt war) und übersetzt recht frei, dann wieder scheint er den Inhalt nicht so gut zu kennen und tastet sich voran, was eine sehr wörtliche, aber auch fehlerhafte Übersetzung ergibt. Stellt man diese Faktoren in Rechnung, gibt es Indizien, dass ihm ein hebräischer Text vorlag, der sich sowohl vom proto-masoretischen als auch vom prä-samaritanischen Text – zwar nicht grundsätzlich, jedoch in Details – unterschied.
Die Übersetzung des Buchs Exodus ins Griechische war vor 210 v. Chr. abgeschlossen und sticht unter den Büchern der Septuaginta durch die souveräne Beherrschung des Griechischen hervor. Dass sie in Ägypten entstand, zeigt sich daran, dass statt „Nil“ in der Septuaginta-Version des Buchs Exodus stets „der Fluss“ steht.
Die Übersetzung von Levitikus ist sprachlich unauffälliger, sie strebt gute Verständlichkeit an, versucht aber auch Eigenheiten des Hebräischen zu erhalten. Eine wichtige Besonderheit ist die Übersetzung von Lev 24,16: Hier wird nicht nur das Fluchen mit dem Gottesnamen streng verboten, sondern überhaupt jedes Aussprechen des Tetragramms. Die Septuaginta setzt für JHWH das Ersatzwort κύριος kýrios, „Herr“ ein; in dieser Tradition findet sich die Schreibweise HERR in deutschen Bibelübersetzungen.
Die Übersetzung von Numeri gilt als die schwächste innerhalb des Pentateuch. Es gibt allerlei Fehler und grammatische Unsicherheiten; Details des Jerusalemer Kultus, die man in Alexandria nicht gut kannte, werden nachlässig wiedergegeben.
Das Buch Deuteronomium ist wieder eine eng am hebräischen Text bleibende Übersetzung. Hier fällt auf, dass der Übersetzer bereits eine griechische Fassung des Schma Israel vorfand. Deshalb wurde dieser zentrale liturgische Text nicht neu übersetzt, sondern in der Fassung eingefügt, wie er im ägyptischen Diaspora-Judentum bereits bekannt war.

## Die Bedeutung der Tora im Judentum
Innerhalb des Judentums ist die herausragende Bedeutung der Tora unstrittig, da sie zur Grundlage für die religionsgesetzliche (halachische) Auslegung des rabbinischen Judentums wurde. Allerdings darf nicht übersehen werden, dass im weiteren Verlauf der jüdischen Geschichte nicht die Tora im Mittelpunkt des rabbinischen Interesses lag, sondern die religionsgesetzliche Diskussion, wie sie im Talmud zum Prinzip geworden ist. Zwar entstanden zum Text der Tora Midraschim, die im weitesten Sinn eine Auslegung der Tora darstellen, doch waren die rabbinischen Autoritäten an der halachischen Diskussion und später an der Festlegung halachischer Standards interessiert. Der Torakommentar von Raschi (1040–1105) geht in der Regel vom Peschat aus, das heißt der „einfachen“, wörtlichen Textbedeutung (siehe unten), und ist bis heute für das Studium der Tora von wegweisender Bedeutung.

### Die offenbarte und verborgene Dimension
Im orthodoxen Verständnis hat die Tora zwei Dimensionen – eine offenbarte und eine verborgene. Die offenbarte Dimension enthält die Gesetze der Tora, die ein Ausdruck des Willens Gottes sind. Im Hebräischen heißt dieser Aspekt Gufe(j) Tora („Körper der Tora“) oder Nigleh, die „offenbarte Dimension“. Neben dem „Körper“ der Tora gibt es auch die „Seele“ der Tora – die mystische Dimension. Sie birgt Einsichten über die göttliche Existenz und ihre Offenbarung, den Schöpfungsprozess und das Wesen der menschlichen Seele. Im Hebräischen wird dieser Aspekt auch Sitre(j) Tora genannt, die „Geheimnisse der Tora“, oder Nistar, die „verborgene Dimension“.

### Die vier Bedeutungsebenen der Tora
Die unterschiedlichen Bedeutungsebenen der Tora werden in der orthodoxen Auffassung in vier allgemeine Kategorien geteilt:
- Peschat ist die wörtliche, einfache Bedeutung des Verses. Der Vers (Gen. 1:1) „Im Anfang schuf Gott den Himmel und die Erde“ bedeutet demnach, dass Gott im Anfang den Himmel und die Erde schuf.
- Remes sind die Hinweise und indirekten Bezugnahmen der Tora. Die Gematria etwa, der numerische Wert der hebräischen Buchstaben, ist eine der Methoden der Tora, auf Zusammenhänge hinzuweisen. Die Gematria von bereschit bara „Im Anfang schuf (Er)“ ist identisch mit der von b’rosch ha’schana nivra ha’olam „an Rosch ha-Schana wurde die Welt geschaffen“, erklärt beispielsweise der mittelalterliche Bibelkommentator Jakob ben Ascher (etwa 1275–1349).
- Drasch legt die abstrakte Bedeutung des Verses offen. Das hebräische Wort für „Im Anfang“ ist bereschit. Wie der Midrasch ausführt, kann dieses Wort in zwei geteilt werden: b – reschit. Damit will der Vers sagen, dass die Welt für die zwei (im Hebräischen der Buchstabe b) reschit („Anfang“, „Erster“) geschaffen wurde – das jüdische Volk und die Tora (siehe den Kommentar von Raschi zur Stelle).
- Sod (hebr. „Geheimnis“) ist der mystische Teil der Tora. Dem kabbalistischen Tikkune Sohar zufolge kann das Wort bereschit gelesen werden als bara schit „geschaffen (mit) sechs“ und drückt damit aus, dass Gott die Welt mit sechs emotionellen Attributen (hebr. „Middot“) schuf: Liebe, Strenge, Harmonie, Ambition, Herrlichkeit und Verbund (siehe Sephiroth).

Aber auch innerhalb dieser vier Ebenen gibt es verschiedene Interpretationen der Tora. Auf der Ebene des Peschat etwa kennt das Judentum nicht eine, sondern mehrere Autoritäten (Raschi, Abraham ibn Esra, Samuel ben Meir und viele mehr). Und trotz einheitlicher Grundausrichtung auf die wörtliche Interpretation kommen sie zu unterschiedlichen Lehrmeinungen über die einzelnen Verse und Ereignisse.

### Orthodoxes Toraverständnis
Der grundlegende Unterschied zwischen orthodoxem Judentum und den nicht-orthodoxen Strömungen (liberales Judentum und konservatives Judentum) ist das Verständnis der Offenbarung. Die orthodoxe Tradition ist in sich vielfältig. Eine Denkrichtung betont, dass die Tora (im Sinne von den Pentateuch) als Gotteswort dem Mose am Berg Sinai von Gott selbst gegeben worden sei. Es wird in einigen orthodoxen Kreisen durchaus eingeräumt, dass sich in der Tradierung des Gotteswortes hier und da einige Schreibfehler eingeschlichen haben könnten, das fechte die Tatsache, dass die Tora das Wort Gottes sei, jedoch nicht an. So ist dem orthodoxen Standpunkt ein Satz wie „Da erschuf Gott den Menschen in seinem Ebenbilde …“ (Gen 1,28) eine Tatsache, da das Wort Gottes per definitionem die Wahrheit selbst ist. Dies impliziert auch, dass jedes Wort der Tora einen Sinn haben muss, da kein Buchstabe Gottes Wortes überflüssig sein könne. Wo die modernen Wissenschaften mit dem Tanach in Widerspruch stünden, würde sich einmal zeigen, dass sie sich irrten.
Für eine andere Richtung steht Jeschajahu Leibowitz: „Die Glaubensbasis ist unsere mündliche Tora – von Menschen geschaffen; sie ist zugleich die uns verpflichtende Tora. … Wir glauben, dass die menschlichen Entscheidungen identisch mit den Entscheidungen von Glauben und Religion sind. … Die mündliche Tora ist einerseits ohne Zweifel ein menschliches Produkt, andererseits akzeptieren wir sie als die göttliche Tora; die Tora, die wir selbst geschrieben haben, ist die göttliche Tora!“ Daraus leitete Leibowitz eine Verpflichtung der Toragelehrten ab, halachische Fragen der modernen Welt anzugehen und die mündliche Tora weiterzuentwickeln.

### Liberales Toraverständnis
Das liberale Judentum sieht die Tora als einen fortschreitenden Dialog des Volkes Gottes mit seinem Gott. Das Grundlagendokument Reform Judaism: A Centenary Perspective formulierte es 1976 so: „Tora entsteht aus der Beziehung zwischen Gott und dem jüdischen Volk. Die Dokumente unserer ersten Begegnung haben für uns einzigartige Bedeutung.“ Gesetzgeber und Propheten, Historiker und Poeten (also Menschen) schufen demnach ein Erbe, das zu studieren eine Verpflichtung und das zu praktizieren ein Weg zur Heiligkeit sei. Begabte Juden in jeder Generation reicherten die Tora-Tradition weiter an. So werde die Tora fortwährend erschaffen, ein Prozess, der sich auch in die Zukunft weiter fortsetze. Der Akzent liegt auf der menschlichen Kreativität, mit der nicht nur Rabbiner an der Entfaltung der Tora mitwirken (ein Gedanke, der Wurzeln im traditionellen Judentum hat), sondern auch künstlerisch oder musikalisch begabte Menschen. Eugene Borowitz sieht eine Schwierigkeit des weiten liberalen Tora-Begriffs darin, dass Tora identifiziert werden könne mit Ausdrucksformen von Jiddischkeit oder einer etwas ethnisch akzentuierten universalen Ethik.
Im nicht-orthodoxen Judentum wird die Tora heute mit Hilfe erkenntnistheoretischer Kriterien gedeutet. Das Gewissen, die Vernunft, ethische Überlegungen, Erkenntnisse der Natur-, Geistes- und Sozialwissenschaften beschränken die Bedeutung und die Auswirkung der Gebote und Verbote der Tora.
Die Pittsburgh Platform (1885) unterschied grundlegend zwischen Teilen der Tradition, die immerwährende Bedeutung hätten („die Moralgesetze und die erhebenden und das Leben heiligenden Zeremonien“), und solchen, die zeitbedingt und relativ seien, beispielsweise Speisegebote, priesterliche Reinheit und Kleidervorschriften. Diese Haltung macht es möglich, die tradierte jüdische Rechtspraxis dort zu ändern, wo sie nach liberaler Auffassung den ethischen Normen des Judentums nicht mehr entspricht. Dazu zählen bestimmte Regeln in Bezug auf Scheidung, Mamser (also aus einer inzestuösen oder ehebrecherischen Beziehung stammende Kinder), Kohanim (Priester), Homosexuelle usw. und vor allem die volle religiöse Gleichberechtigung von Frauen. Die Ausführung der Mitzwot wird in die verantwortliche Entscheidung des Einzelnen gestellt.

## Die Tora im Christentum

### Der Pentateuch im Alten Testament
Das Alte Testament (AT) ist dreigegliedert wie der Tanach. Der Pentateuch eröffnet die christliche Bibel. Dabei bildet die Tora jedoch keine eigene Einheit, sondern ist meist mit den vorderen Propheten (Josua, Richter, Samuel, Könige) und den Büchern Ruth, Chronik, Esra, Nehemia und Ester als Gruppe der Geschichtsbücher sortiert. Die katholische Kirche zählt zu den Geschichtsbüchern noch die Bücher Tobit und Judith, die nicht Teil der hebräischen Bibel sind.
In anderer Reihenfolge bezüglich des Tanach folgen im AT die Schriften (Ketuvim) und erst dann die hinteren Propheten (Nevi’im). Mit der abweichenden Sortierung gehen im Christentum Abweichungen des Verständnisses des Pentateuchs einher. Die fünf Bücher Mose werden nicht mehr als Lehre, Gesetz gelesen, sondern als Geschichtsbücher. Es stehen im Christentum nicht mehr die Lehren und Gesetze im Vordergrund, sondern die Verheißungen – besonders die Abraham-Verheißung – und die Erzählungen von Gottes geschichtlichem Handeln.

### Bedeutung und Bewertung
Da die christliche Kirche das Alte Testament (und damit auch die Tora) in ihren Kanon aufgenommen hatte, wurden inhaltliche Schwerpunkte der Tora wie Schöpfung oder Nächstenliebe zum Allgemeingut der westlich-christlichen Kultur.
In der frühchristlichen Theologie des Paulus erscheint allerdings als Gegenteil von Gnade auch das Gesetz (altgriechisch νόμος nómos). Gemeint sind damit die Lehren und Traditionen des Judentums im Allgemeinen und im engeren Sinn die Tora. In diesem Zusammenhang erscheint Gnade als Besonderheit des Christentums, während vom Gesetz zumeist in abfälliger oder zumindest ablehnender Weise die Rede ist: Der Mensch könne durch das Gesetz nur einen Anschein von Rechtfertigung erlangen (Vorwurf des Versuchs der Selbsterlösung), während es wahrhafte Rechtfertigung nur (vermittels des Glaubens) durch die freie Gnade Gottes gebe.
Daraus entwickelte sich ein hegemonistischer Diskurs der Mehrheits- über die Minderheitsreligion, wobei Christen stärker als Juden den legalistischen, kasuistischen Charakter der Tora betonten. Weitere Vorurteile waren „Lohnmoral“, „Formalismus“, „Leiden unter dem Gesetz“ oder „Unerfüllbarkeit“ aller Einzelforderungen. Teils heute noch vielmals zitiert wird das „Auge-um-Auge-Prinzip“, das nach allgemeiner Auffassung den Rachegedanken bediene, während eine genauere Analyse (auch mithilfe rabbinischer Klärungen) die Begrenzung von Schadenersatzforderungen beinhaltet.
Im 19. Jahrhundert wurde die Einschätzung des Judentums als Religion des Gesetzes auf die nachexilische Zeit verschoben. Nach Julius Wellhausen sei dann jüdische Identität alleine definiert worden durch Befolgung – heteronom und willkürlich von Gott gesetzter – Vorschriften, nicht mehr durch die Erwählung Israels. Ed Parish Sanders brachte beides wieder zusammen und begründete eine Neue Perspektive auf Paulus mit. Heil werde auch nach jüdischer Vorstellung nicht durch Gesetzeserfüllung erreicht, sondern sei im von Gott ausgehenden Bund begründet. Dieser verlange Gehorsam dem Gesetz gegenüber, aber auch bei Übertretungen sei es durch in der Tora vorgesehene Sühnemittel möglich, im Bund zu verbleiben. Heute wird in der christlichen Theologie ein früheres Zerrbild vom Mosegesetz weithin kritisiert, und jüdische Interpretationen der Tora werden stärker beachtet.

## Die Tora im Islam
In seiner Grundhaltung und Weltanschauung verweist der Islam auf das Erbe der Propheten und auf den klaren Monotheismus Abrahams (Ibrahim). Judentum und Christentum gelten dem Islam als Religionen, die auch einen Anteil an der göttlichen Offenbarung haben. Aus verschiedenen Suren des Korans, der heiligen Schrift der islamischen Glaubensgemeinschaften (3:3, 3:50, 3:65, 5:43 ff., 5:66 ff., 5:110, 7:157, 9:111, 48:29, 61:6, 62:5), ist bekannt, dass der Qurʾān (Koran) Wurzeln in der Tora (arabisch توراة, DMG taurāh, auch als tawrah, tawrat oder taurat transkribiert) hat.
Einige Bestimmungen der Tora werden im Qur’an zitiert, so das Prinzip „Auge um Auge“, welches aber relativiert wird:

„Wir hatten ihnen darin vorgeschrieben: Leben um Leben, Auge um Auge, Nase um Nase, Ohr um Ohr und Zahn um Zahn; und für Verwundungen gerechte Vergeltung. Wer aber darauf verzichtet, dem soll das eine Sühne sein; und wer nicht nach dem richtet, was Allah herabgesandt hat – das sind die Ungerechten.“

Gemäß dem Koran wird auch das Auftreten des Propheten Mohammed (Muhammad) in der Tora prophezeit:

„Dies sind jene, die dem Gesandten, dem Propheten folgen, der des Lesens und Schreibens unkundig ist; dort in der Tora und im Evangelium werden sie über ihn (geschrieben) finden: er gebietet ihnen das Gute und verbietet ihnen das Böse, und er erlaubt ihnen die guten Dinge und verwehrt ihnen die schlechten, und er nimmt ihnen ihre Last hinweg und die Fesseln, die auf ihnen lagen. Diejenigen also, die an ihn glauben und ihn stärken und ihm helfen und dem Licht folgen, das mit ihm herabgesandt wurde, die sollen erfolgreich sein.“

Nach geläufiger muslimischer Auffassung bezieht sich das auf 5 Mos 18,18 .
Obwohl die Tora wie auch das Evangelium im Koran als heilige Schriften erwähnt werden, werden sie von Muslimen jedoch kaum studiert, da nach islamischer Auffassung die Originale von Tora und Evangelium (Indschīl) verloren gegangen seien. So gelten die heutigen Versionen als verfälscht.
Aus muslimischer Sicht ist der Grund für die Ähnlichkeiten zwischen Qur’an und Tora, dass in der Tora trotz Veränderungen im Laufe der Zeit durch menschlichen Einfluss immer noch Elemente der ursprünglichen göttlichen Offenbarung enthalten und somit in der letzten Offenbarung Gottes (Allah), dem Qur’an, wiederzufinden sind.

## Forschungsgeschichte

### Zweifel an der Autorschaft Moses
Der jüdische Talmud und das christliche Neue Testament schreiben diese fünf Bücher dem Mose zu und betrachten die Ereignisse von der Schöpfung bis zur Landverteilung in Kanaan (Dtn 33) als direkte Offenbarung Gottes an ihn. Das 5. Buch Mose endet mit dem Kapitel über seinen Tod (Dtn 34), das der Talmud demgemäß seinem Nachfolger Josua zuschreibt. Mose habe diese Offenbarung zuvor schriftlich festgehalten. Sie sei dann bis auf unwesentliche Kopierfehler wortgetreu überliefert worden: Diese Ansicht vertreten heute noch das orthodoxe Judentum und teilweise evangelikale Christen und verschiedene Gruppen des fundamentalistischen Christentums.
Die Autorschaft des Mose wurde schon im Mittelalter angezweifelt. Der jüdische Gelehrte Ibn Esra bemerkte, dass die Schriften die Ereignisse ohne Ich-Erzähler darstellen und zwischen der Zeit des Mose und der Zeit des Erzählers oder der Erzähler unterscheiden. Er sah Widersprüche, die Mose als Schriftautor ausschließen: So wird zum Beispiel Gen 12,6  die Zeit der Erzeltern dadurch charakterisiert, dass „damals noch die Kanaaniter im Land waren“. Das unterscheidet die Zeit der Erzeltern aber nicht von der Zeit des Mose, sondern nur von der späteren Zeit, als die Israeliten selbst das Land besiedelten. Daraus hat Ibn Esra gefolgert, dass der Erzähler, der diese Aussage formuliert hat, lange nach der Ansiedelung Israels im Land Kanaans gelebt hat. Ferner hielt Mose die Reden des 5. Buches nach Dtn 1,1 bis zu seinem Tod mündlich, so dass sie bereits ein anderer aufgezeichnet haben müsse.
Im 16. Jahrhundert bestritten Reformatoren wie Andreas Bodenstein die Autorschaft des Mose und sahen den Priester und Torakundigen Esra (etwa 440 v. Chr.) als Redaktor, der die fünf Bücher aus älteren Teilen der Tora zusammengestellt habe (Esra 7,6 ). Er erscheint auch im Talmud als Bearbeiter der Tora.
Thomas Hobbes stellte zahlreiche Aussagen aus dem Pentateuch zusammen, aber er sammelte nicht nur die Fakten, sondern zog auch den Schluss daraus, dass Mose nicht der alleinige Autor habe sein können.
Ebenfalls im 17. Jahrhundert veröffentlichte Baruch de Spinoza die Beobachtungen Ibn Esras und leitete damit die historische Pentateuchkritik ein. Im Zuge der Aufklärung wurden dann verschiedene Theorien zur Entstehung des Pentateuch aufgestellt, auf denen die heutige Forschung aufbaut. Auf der Basis einer immer differenzierteren Textanalyse und neuerer archäologischer und altorientalistischer Forschungsergebnisse nehmen heute die meisten Forscher an, dass der Pentateuch seine redaktionelle Endgestalt erst nach dem babylonischen Exil im 5. Jahrhundert v. Chr. gewann. Sie wird auf die Priester in Israel, vor allem am Jerusalemer Tempel, zurückgeführt. Seine ältesten, lange Zeit mündlich überlieferten Stoffe reichen jedoch bis 1500 v. Chr. zurück.
Um ca. 440 v. Chr. wurde der Pentateuch als Tora kanonisiert und bildet seitdem den Hauptteil des Tanach mit normativem Charakter für die jüdische Religion. Eine Motivation dafür sieht die Forschung darin, einen Zusammenhalt der Volksstämme in Israel durch eine „definitive“ Religion sicherzustellen und Widersprüche in älteren heterogenen Überlieferungen auszugleichen.

### Geschichte der Pentateuchforschung
Mit der Aufklärung begann in Europa die historisch-kritische Erforschung der Bibel. Seit dem 18. Jahrhundert wurde die Bibel nicht mehr nur in ihrer Funktion als geoffenbartes Wort Gottes rezipiert, sondern auch in ihrer Gestalt als historisch gewachsenes Buch wahrgenommen und untersucht. Die historisch-kritische Forschung räumte ab dem 18. Jahrhundert auf mit der über Jahrhunderte geltenden Vorstellung, Mose sei der Autor des Pentateuch. Die Autorenschaft des Mose wurde u. a. deshalb bestritten, da Mose nicht über Dinge hätte berichten können, die vor (Weltschöpfung in Gen 1 f.) oder nach ihm (Tod des Mose in Dtn 34) geschehen waren.
Die frühe Forschung beobachtete im gesamten Pentateuch verschiedene Unstimmigkeiten und Dopplungen, so zum Beispiel:
- zwei Berichte von der Schöpfung der Welt und des Menschen mit zum Teil widersprüchlichen Aussagen: als Spezies durch das reine Schöpferwort in Gen 1, als Mann durch ein Töpferwerk Gottes, als Frau aus der Rippe des Mannes in Gen 2;
- zwei Versionen von der Dauer der Sintflut, vom Bau der Arche und der Rettung der Tiere in Gen 6–8;
- dreifache Rettung der Stammmutter Sara bzw. Rebecca in Gen 12, 20 und 26;
- mehrfache ätiologische Erklärung für das Heiligtum in Bet-El in Gen 12, 28 und 35.
- Innerhalb des Pentateuch gibt es einen ständigen Wechsel der Gottesbezeichnungen „Elohim“ und „JHWH“
- Wechsel zwischen den Begriffen „Sinai“ und „Horeb“.

#### Ältere Urkundenhypothese
Bereits 1711 schloss der Hildesheimer Pfarrer Henning Bernhard Witter aus der Verschiedenheit der Gottesbezeichnungen in der Schöpfungsgeschichte auf zwei verschiedene Autoren in Gen 1,1 – 2,4 und Gen 2,5 – 3,24. Der erste dieser Autoren benutzte in Gen 1,1 – 2,4a den Gottestitel „Elohim“, der zweite in Gen 2,4b – 3,24 den Gottesnamen „JHWH“. Witters Beobachtungen wurden jedoch lange nicht rezipiert.
Erst Jean Astruc baute die These Witters 1753 aus und stieß damit die kritische Forschung am Alten Testament an. Er rekonstruierte aus den Mehrfachüberlieferungen innerhalb des Pentateuchs, vor allem der Genesis, zwei durchlaufende und zwei weitere kürzere, ehedem selbständige Quellenschriften, die dem jetzigen Text zugrunde liegen. Diese Quellenschriften hätten je eigene Erzählungen der Frühzeit Israels enthalten und seien von Mose in vier Kolumnen (Astruc nennt diese Quellenschriften A, B, C und D) zusammengestellt worden. Ein späterer, nachmosaischer Redaktor habe die vier Quellen ineinandergearbeitet („redigiert“).
In Deutschland weitete Johann Gottfried Eichhorn 1781 die These Astrucs auf den Textkomplex Gen 1 – Ex 2 aus und schied die Quellen in einen vormosaischen Elohist (benannt nach der Verwendung des Gottestitels „Elohim“) und einen nachmosaischen Jehowist (benannt nach der Verwendung des Gottesnamens „JHWH“). Die Schreibung „Jehowist“ entspricht der damaligen Lesung des Gottesnamens „JHWH“, der bis ins 19. Jahrhundert als „Jehova(h)“ gelesen wurde.
Karl David Ilgen baute die These Eichhorns weiter aus, indem er noch eine Fragmentenquelle annahm und daher insgesamt drei Quellen unterschied. Forschungsgeschichtlich wurde diese Theorie unter der Bezeichnung Ältere Urkundenhypothese (auch: Quellenhypothese) bekannt, da sie von mehreren (von der Schöpfung bis zur Landnahme reichenden) durchlaufenden Quellenschriften ausging, aus denen der heutige Textbestand des Pentateuchs zusammengearbeitet wurde.
Im 19. Jahrhundert entwickelten sich Gegentheorien, die die Entstehung des Pentateuchs anders zu rekonstruieren versuchten.

#### Fragmentenhypothese
Die so genannte Fragmentenhypothese ging von zahlreichen, ehedem selbständigen Erzählkränzen aus, die erst sukzessive zu einer Gesamterzählung zusammengearbeitet wurden. Unter einem Erzählkranz versteht die Forschung eine in sich geschlossene Gruppe von Episoden zu einem bestimmten Thema oder einer bestimmten Person, wie etwa die Erzählungen um den Stammvater Abraham oder die Sintflut. Vertreter der Fragmentenhypothese waren der englische Pastor Alexander Geddes sowie der deutsche Forscher Johann Severin Vater.

#### Ergänzungshypothese
Als eine Art Verbindung aus Urkunden- und Fragmentenhypothese entwickelte sich die Ergänzungshypothese (auch: Grundschrifthypothese), deren wichtigster Vertreter Wilhelm Martin Leberecht de Wette war. Nach seiner Rekonstruktion bestand die Genesis zunächst aus einer einzigen elohistischen Grundschrift oder Quelle („Elohim-Epos“), in die ein jehowistischer Redaktor nach und nach einzelne, im Umlauf befindliche Erzählkränze einarbeitete. De Wette beobachtete außerdem die Doppelung vieler Gesetze in Ex 20–23 und Dtn 12–26. Er interpretierte diesen Befund als einen weiteren Hinweis auf verschiedene Autoren und Redaktoren innerhalb der ersten vier Bücher Mose („Tetrateuch“) und des „Deuteronomiums“.

#### Neuere Urkundenhypothese
Über viele Jahre bestimmend wurde die so genannte Neuere Urkundenhypothese. Hermann Hupfeld identifizierte eine elohistische Grundschrift (= Priesterschrift), den Elohisten und den Jehowisten. Diese drei Größen waren strikt vom Redaktor zu unterscheiden. Wilhelm Martin Leberecht de Wette und Eduard Riehm erkannten das eigene Profil des Deuteronomiums. Karl Heinrich Graf, Abraham Kuenen und vor allem Julius Wellhausen datierten die Quellenschriften des Pentateuch neu: „die Spätdatierung von P und Frühdatierung von J durch Wellhausen revolutionierten das Bild der Entstehung des Pentateuch und damit zusammenhängend der Geschichte Israels.“
Wellhausen formulierte in seinen Prolegomena zur Geschichte Israels (1886) die These, die Tora und das Buch Josua, die zusammen den sogenannten „Hexateuch“ bilden, seien aus mehreren fortlaufenden literarischen Quellen zusammengesetzt. Diese ließen sich anhand verschiedener Merkmale, wie etwa der Wahl der Gottesbezeichnung, bestimmten Vorzugsvokabulars oder der theologischen Ausrichtung, unterscheiden.
Wellhausen unterscheidet vier Quellen:
- Jahwist (J), aus der Zeit um 950 v. Chr. (Zeit Salomos)[40]
- Elohist (E), aus der Zeit um 800 v. Chr. im Nordreich Israel
- (Ur)Deuteronomium (D), aus dem 7. Jahrhundert v. Chr. im Südreich Juda
- Priesterschrift (P), aus der Zeit um 550 v. Chr. (Zeit des babylonischen Exils)

In die jahwistische Quellenschrift (J) arbeitete ein Redaktor (RJE) aus der Zeit unmittelbar nach dem Untergang des Nordreiches Israel im Jahre 722 v. Chr. die elohistische Quelle (E) ein und schuf so das „Jehowistische Geschichtswerk“ (JE). Dieses wurde dann in nachexilischer Zeit wiederum in die Priesterschrift eingearbeitet. Schließlich wurde von einem weiteren Redaktor (nach Wellhausen möglicherweise Esra) das Deuteronomium als eigene Größe hinzugefügt und so entstand der Pentateuch in seiner heutigen Gestalt. Wegen der vier von Wellhausen herausgearbeiteten Quellen wurde die Neuere Urkundenhypothese manchmal auch als „Vierquellentheorie“ bezeichnet. Obwohl viele Schlussfolgerungen Wellhausens heute nicht mehr vertreten werden, bleibt seine These ein Meilenstein der alttestamentlichen Forschung.
Martin Noth baute die These Wellhausens zu Beginn des 20. Jahrhunderts weiter aus und verhalf ihr durch seine Überlieferungsgeschichtlichen Studien (1948) zu langjähriger Geltung und breiter Rezeption in der alttestamentlichen Forschung.
Den Forschungsstand zur Mitte des 20. Jahrhunderts fasste der Alttestamentler Gerhard von Rad folgendermaßen zusammen:

„Die Verbindung der drei Geschichtswerke ist in der Weise erfolgt, dass man zunächst große Teile des elohistischen Werkes in das des Jahwisten eingearbeitet und später – nachdem die Priesterschrift vorlag – den Stoff des kombinierten jahwistisch-elohistischen Werkes in den Rahmen der Priesterschrift hineingestellt hat. Dieser mehrfach gestufte Redaktionsprozess hat schließlich zu jenem umfangreichen Erzählwerk am Anfang der Bibel geführt, das von der Erschaffung der Welt bis hin zu der Sesshaftwerdung Israels in Palästina reicht.“

#### Aktuelle Forschung
Seit Beginn der 1970er Jahre wird die Neuere Urkundenhypothese zunehmend in Frage gestellt. Erst wurde die Existenz einer elohistischen Quellenschrift, dann die einer jahwistischen Quellenschrift in Frage gestellt (erstmals von Hans Heinrich Schmid). Bei J und E handelt es sich nach Ansicht der neueren Forschung insofern nicht um Quellen, als sie die Kriterien einer eigenständigen Quelle (sinnvoller Anfang, sinnvolles Ende, durchlaufender Erzählfaden und erkennbare Gesamtkonzeption) nicht erfüllen.
Daher geht die aktuelle Forschung meist nur noch von einer wirklichen Quelle innerhalb des Pentateuch aus, der Priesterschrift. Allein die Priesterschrift besitzt einen von der Erschaffung der Welt bis zur Landnahme reichenden, durchgehenden Erzählfaden. Sie zeichnet sich durch eine klar erkennbare theologische Linie und wiederkehrende Formulierungen aus. Alle anderen Texte, die zuvor J oder E zugewiesen wurden, werden heute in der Regel zu jüngeren Redaktionen gerechnet oder als ältere Einzeltraditionen angesehen, die keinen gesamten Geschichtsverlauf erzählen. Die Mehrzahl der neueren exegetischen Entwürfe – etwa von Reinhard Gregor Kratz, Erhard Blum, Eckart Otto, Erich Zenger, Jan Christian Gertz, Konrad Schmid, Markus Witte – spricht bei diesen Texten daher einfach von vor- oder nicht-priesterschriftlichen Texten.
Das Deuteronomium ist und bleibt in der Forschung stets eine Größe sui generis. Es nimmt sowohl für die Entstehungsgeschichte des Pentateuch wie für die Entstehungsgeschichte des sogenannten Deuteronomistischen Geschichtswerkes eine Schlüsselstellung ein. Über seine genaue Verortung (Abschluss des Pentateuch oder Beginn des Deuteronomistischen Geschichtswerkes?) ist die Wissenschaft uneins.
Die alttestamentliche Einleitungswissenschaft durchläuft momentan einen Paradigmenwechsel, da die jahrelang geltenden Datierungs- und Entstehungsmodelle nicht mehr tragen. Auch inhaltlich vollzieht sich ein Wandel im Verständnis des Pentateuch. So wird besonders die Figur des Mose als weithin redaktionelles Konstrukt verstanden, welches sekundär ganz verschiedene, ursprünglich selbstständig überlieferte Traditionskomplexe miteinander verbinden soll: den Exodus Israels aus Ägypten, den Zug durch die Wüste, die Sinaioffenbarung und den Beginn der Landnahme.
Die lange als Musterbeispiel für die Quellentheorie verstandene Josefsgeschichte wird wegen ihrer formalen und thematischen Geschlossenheit in der heutigen Exegese als literarische Einheit verstanden, die aber Spuren literarischen Wachstums, d. h. redaktioneller Bearbeitung, aufweist. Harald Schweizer legte 1991 einen literarkritischen Entwurf vor, wie ein intakter, durchlaufender Erzählstrang literarkritisch zurückgewonnen werden kann, der durch zahlreiche punktuelle redaktionelle Ergänzungen entstellt worden sei. Die ursprüngliche und künstlerisch hochstehende Erzählung sei durch Textmaterial in gleichem Umfang aufgebläht und verunstaltet worden.

#### Münsteraner Pentateuchmodell
Große Verbreitung hat in den letzten Jahren das sogenannte Münsteraner Pentateuchmodell erfahren; es stellt jedoch keinen Konsens der aktuellen Forschung dar. Das Modell geht auf Erich Zenger zurück. Zenger geht von drei Quellenschriften aus:
- Quelle JG = nichtpriesterliche Texte (ca. 700 v. Chr.)
- Quelle D = deuteronomistische Texte (vor 567 v. Chr.)
- Quelle P = priesterliche Texte (nach 520 v. Chr.).[46]

Die Texte, die in diesen Quellen vereint sind, sind verschieden alt und haben eine komplizierte Entstehungsgeschichte. Die endgültige Redaktion des Pentateuchs wird auf spätestens 400 v. Chr. geschätzt, da sich zu dieser Zeit die Samaritaner vom Jerusalemer Zentralheiligtum abspalteten und für sich nur die Tora, also den Pentateuch als Korpus heiliger Schriften anerkannten (siehe Samaritanischer Pentateuch). Somit muss die Entstehung des Pentateuchs zu dieser Zeit im Großen und Ganzen abgeschlossen gewesen sein.

## Wissenswertes
- Wird die Tora im Synagogengottesdienst getragen oder gelesen, so wird sie nur an den beiden Holzstangen gehalten. Das Pergament wird möglichst nicht berührt, die Lektüre erfolgt mit Hilfe eines Zeigestabs. Somit bleibt die Schrift leserlich und erhalten, denn eine Tora wird sehr aufwändig von Hand geschrieben. Dazu wird ein speziell ausgebildeter Schreiber, der Sofer, beauftragt. Ein Sofer benötigt zum Schreiben einer Tora etwa ein volles Jahr. Handgeschriebene Torarollen gehören zum wertvollsten Inventar einer Synagoge.
- Die Tora wird in Synagogen in einem speziellen Schrein, dem Aron haKodesch, aufbewahrt. Meist ist dieser mit einer Tür und einem Vorhang, der Parochet, verschlossen. Der Toraschrein wird während spezieller Gebete geöffnet sowie zu Gelegenheiten, an denen aus der Torarolle gelesen wird. Die Rolle wird nach dem Gebrauch mit einer oft aufwendig verzierten Hülle aus Stoff vor Licht und Staub geschützt und wieder im Schrein verstaut.
- Alle Zeilenbreiten und -längen sind durchgehend gleichbleibend.
- Die Tora enthält 304.805 Buchstaben, 79.976 Wörter, 5.844 Verse. Mit den Zahlenwerten beschäftigt sich die Gematrie.
- Die Tora wurde weltweit seit 1815 rund 2,5 Milliarden Mal gedruckt.